# Torre Federici
La torre Federici è uno storico edificio di Vezza d'Oglio, in provincia di Brescia. 
Ospita il Museo civico Garibaldino.

## Storia

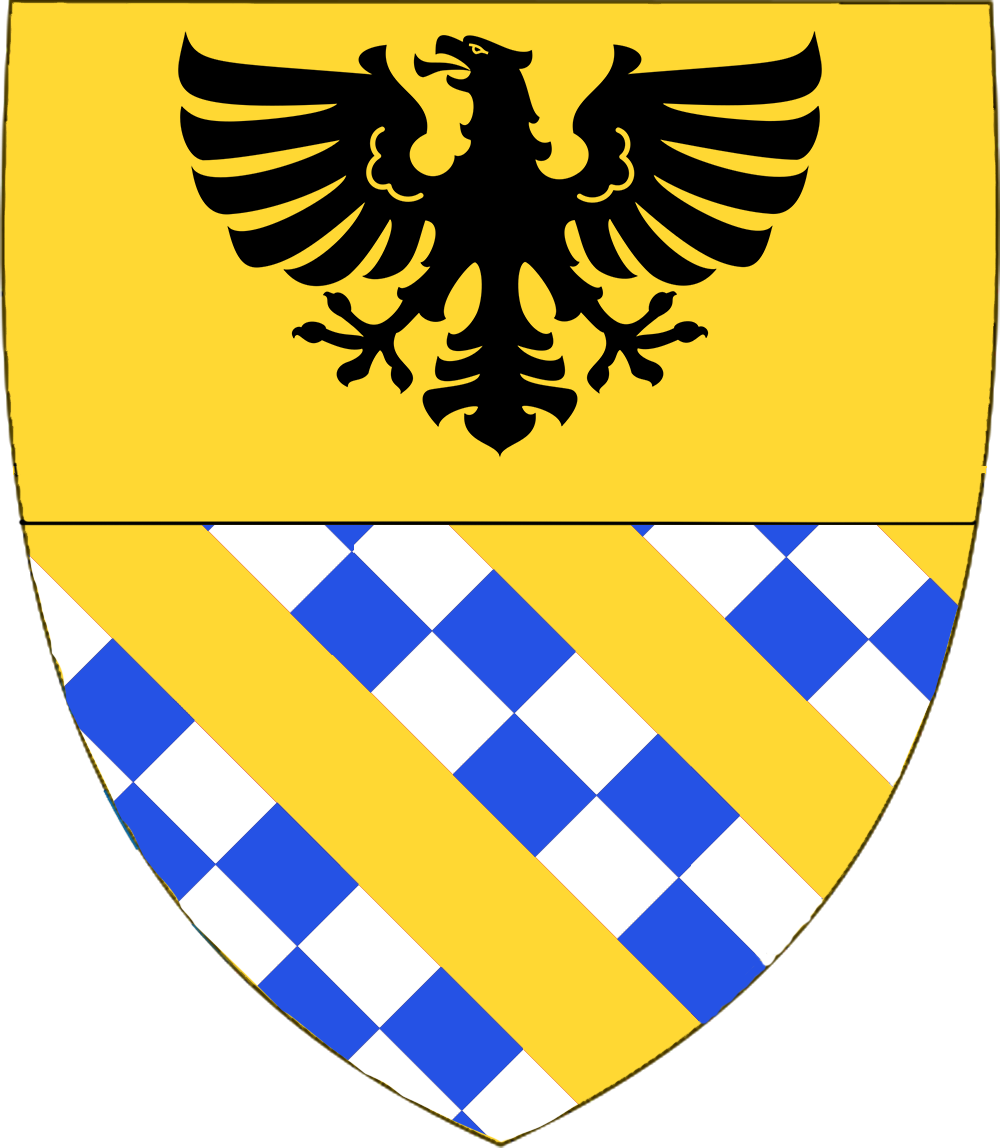
Stemma Federici

La costruzione della torre risale probabilmente alla metà del XIV secolo ad opera della famiglia ghibellina Federici, feudatari locali. 
Agli inizi del XIV secolo gli edifici appartenenti alla famiglia erano costituiti da un palazzo e da una grossa torre, all'interno di un recinto in muratura. Queste costruzioni furono probabilmente volute da un importante esponente Giovanni Federici (1340-1416), che qui pose la sua residenza. Le costruzioni subirono una modifica e un parziale smantellamento alla metà del XV secolo, quando la Repubblica di Venezia si impadronì della valle.
Con il declino politico della famiglia (XVIII secolo) e la successiva estinzione, gli edifici vennero smembrati tra diversi proprietari.